# Казаринов, Михаил Григорьевич
Михаи́л Григо́рьевич Каза́ринов (29 июля 1866, Санкт-Петербург — 25 декабря 1945, Париж) — русский юрист, адвокат. Мемуарист.

## Биография
Родился 29 июля 1866 года.
Окончил Императорский Санкт-Петербургский университет со степенью кандидата прав. Занимался адвокатурой. С 1889 года — помощник, с 19 мая 1894 года — присяжный поверенный округа Петербургской судебной палаты. В 1906—1916 годах — присяжный стряпчий при Петербургском коммерческом суде. В 1915—1916 годах — юрисконсульт Русского для внешней торговли банка и общества взаимного кредита Петроградского уездного земства.
Выступал по делу адмирала Небогатова, делу В. И. Гурко и др. В 1917 году защитник В. А. Сухомлинова и его жены Е. В. Сухомлиновой.
После Октябрьского переворота 1917 года — в эмиграции во Франции. Продолжал работать как адвокат. С 1927 года председатель, в 1931—1939 член правления Союза русских адвокатов за границей.
Был членом парижских масонских лож «Астрея» № 500 (1922—1938) и ложи «Гермес» № 535 (1924—1928) в составе Великой ложи Франции. Член Капитула «Астрея» (15-18) Верховного Совета Франции.
Скончался 25 декабря 1945 года в Париже. Похоронен на кладбище Пантен.
Был женат на Елене Яковлевне Коростовец, сестре И. Я. Коростовца. У них дочери: Кира, Ольга.